# Sällskapet Jultomtarna
Sällskapet Jultomtarna, eller Jultomtarne var ett välgörenhetssällskap, som bildades av några unga köpmän i Stockholm julaftonen 1870. Syftet var att ge kläder till fattiga barn vid jultiden. Sedan anmälningar om skyddslingar gjorts av sällskapets ledamöter under hösten, gjorde styrelsemedlemmarna personliga besök i hemmen för att se vilka behov som fanns. En utdelningsfesten hölls varje år söndagen före jul i Stora Börssalen. Förutom kläder fick barnen även andra gåvor, samt dans kring julgran, musik och tal.
Grosshandlaren Johan Johansson var ordförande för sällskapet under 31 års tid. År 1909 gav sällskapet kläder till 191 barn.

## Andra städer
Efter mönster av sällskapet i Stockholm bildades flera liknande i andra svenska städer, bland annat i Göteborg,  Jönköping, Karlskrona och Varberg.

### Sällskapet Gefle Jultomtar
Gefle Jultomtar bildades 1876 i Gävle av bland annat fabrikören David Runer, med syfte att till fattiga men flitiga barn kunna lämna kläder. Varje höst köptes hundratals meter tyg som några av stadens sömmerskor sydde kostymer och klänningar av. I början tillverkades plaggen i enhetliga modeller och i samma färger och tyger, men det dröjde inte länge förrän man började använda olika tyger och modeller för att mottagarna inte skulle bli utpekade. Gefle Jultomtar hade verksamhet ända till 1983 även om man mot slutet nöjde sig med att samla in pengar till behjärtansvärda ändamål.

### Jultomtarna i Skövde
Jultomtarna i Skövde bildades Påskdagen 1877 och existerar fortfarande. Sällskapet delar ut presentkort på kläder eller skor till familjer boende i Skövde kommun.

### Jultomtarne i Uppsala
Bildades 22 december 1876 och består i dag[när?] av cirka 400 medlemmar.